# Grotta di Lamalunga
Die Grotta di Lamalunga (Höhle von Lamalunga), englisch Lamalunga Cave, ist eine bei Altamura in der Region Apulien in Italien gelegene Horizontalhöhle.
Sie ist als Fundort des sogenannten Altamura-Mannes bekannt, eines Neandertalers, der vor 187.000 bis 128.000 Jahren in ihr verstorben ist.

## Geographische Lage
Die Höhle befindet sich rund 5,5 km nordöstlich von Altamura auf der Murge-Kalkhochebene. Dieses Gebiet ist durch zahlreiche Karsterscheinungen wie Höhlen und Dolinen geprägt. Entdeckt wurde sie von Mitgliedern des Altamuraner Höhlenforscher-Vereins CARS (Centro Altamurano Ricerche Speleologiche) am 26. September 1993 während einer speläologischen Geländebegehung. Der heute einzige Zugang zur Höhle befindet sich im felsigen Südhang eines seichten Trockentals auf 501 m s.l.m. Er wurde künstlich erweitert, ummauert und mit einer aus rostfreiem Stahl gefertigten Kuppel verschlossen. Man geht davon aus, dass es in prähistorischer Zeit weitere Höhleneingänge gab.

## Topographie
Bei der Grotta di Lamalunga handelt es sich um eine horizontal und oberflächennah angelegte Karsthöhle in überwiegender Nord-Süd-Ausrichtung. Die Länge des Höhlensystems beläuft sich auf etwas mehr als 60 m, die Gesteinsüberdeckung beträgt maximal 30 m. Die Oberflächen der Höhle sind zum Teil stark versintert, an vielen Stellen finden sich Speläotheme zudem in Form von Konkretionen, Tropfsteinen und Säulenformationen.
Ein enger Schacht führt 10 m weit senkrecht in die Tiefe und endet nach einem Absatz im großen Südast (ramo sud) der Höhle. Dieser ist vor allem im südwestlichen Bereich sehr instabil und wurde daher bislang nicht weiter untersucht. In nördlicher Richtung ist der Raum mit großen Versturzmassen angefüllt, der Höhlenboden steigt daher steil an und zweigt in zwei kurze Gänge aus, die in die ebenso steil abfallende Halle des Kegels (sala del cono) münden. Diese geht in die Halle der Hyäne (sala della iena) über, an die in nordöstlicher Richtung der Korridor des Hirsches (corridoio del cervo) anschließt und zudem der Korridor der Tiere (corridoio degli animali) nach Nordosten auszweigt. Durch Letzteren gelangt man sowohl nach Süden in die Höhle des Wolfes (antro del lupo) als auch nach Norden in die Apsis des Mannes (abside dell’uomo), in der sich das stark versinterte Skelett des Altamura-Mannes befindet.
In der Höhle wurde eine große Anzahl Tierknochen gefunden, sowohl von Raubtieren wie Höhlenhyäne, Wolf und Rotfuchs, als auch von großen Pflanzenfressern wie Auerochse, Wildpferd, Rot- und Damhirsch sowie von Nagetieren. Einzelne Knochen weisen Bissspuren auf und wurden demnach wahrscheinlich von Raubtieren in die Höhle verbracht. Auch Koprolithen von Höhlenhyänen liegen vor.
Pulo di Altamura ist die größte Doline auf der Hochebene von Murge, etwa 6,0 Kilometer nordwestlich von Altamura.

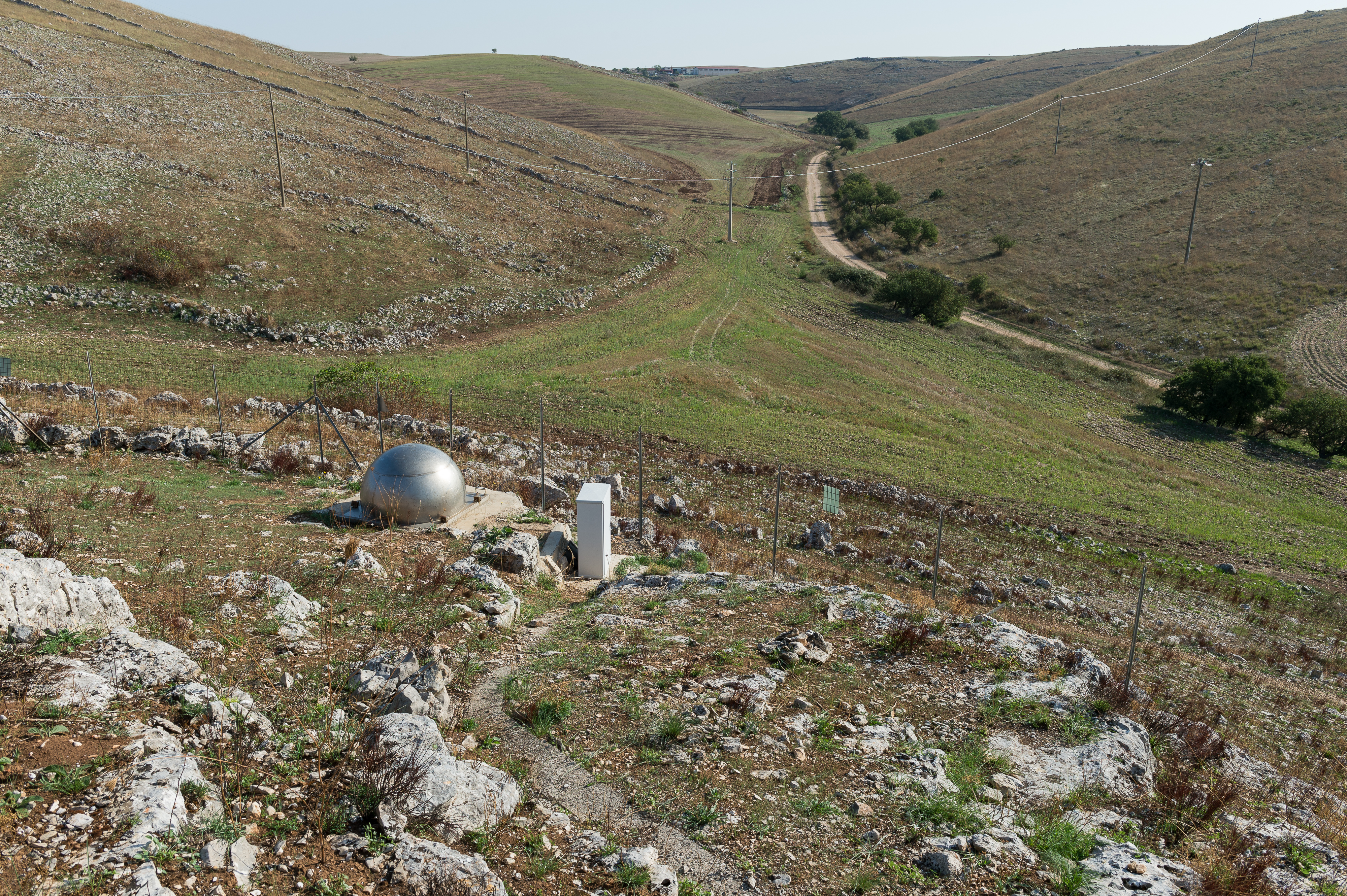
Der Höhleneingang in der Vallone Lamalunga
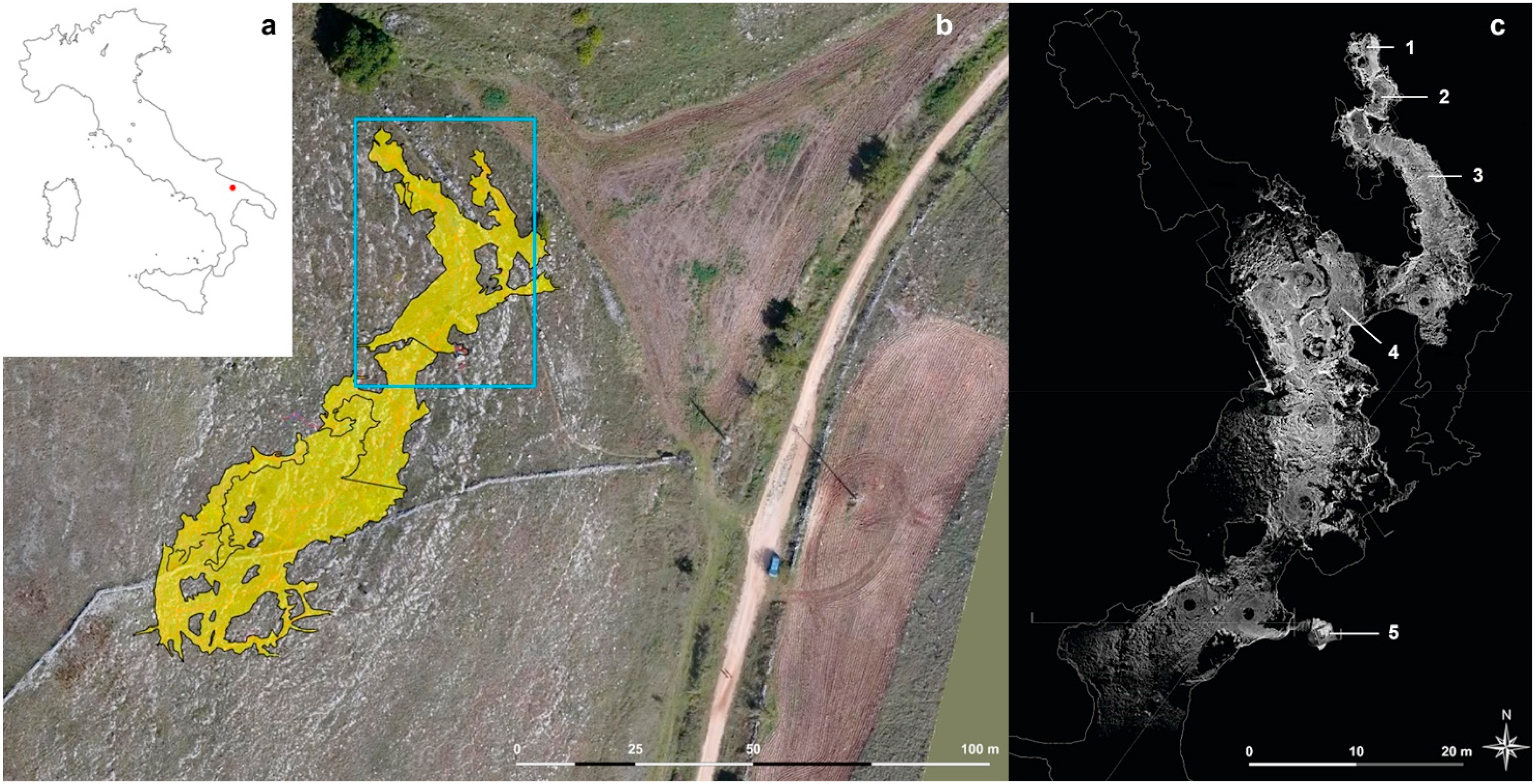
Lage der Höhle
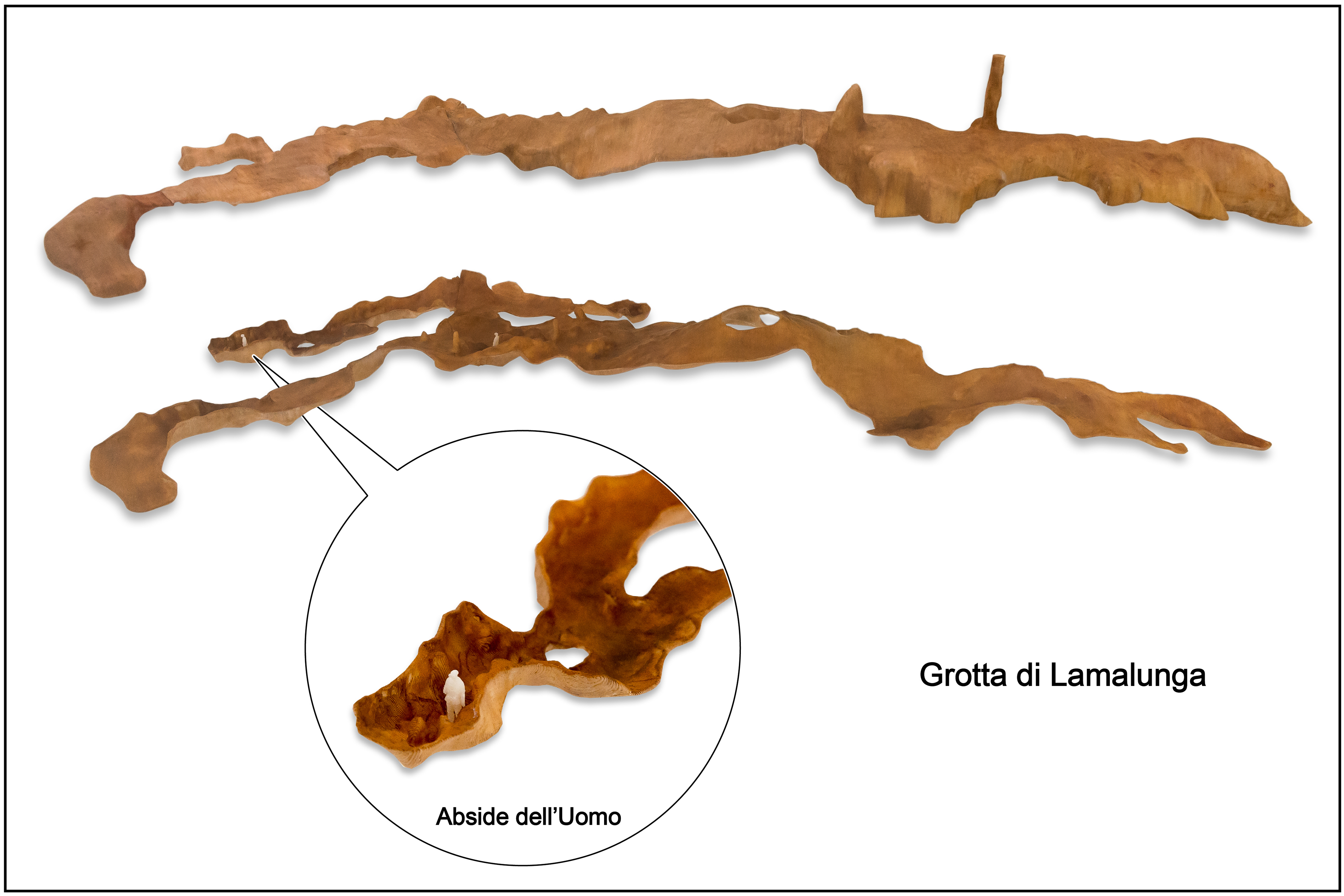
Modell der Höhle
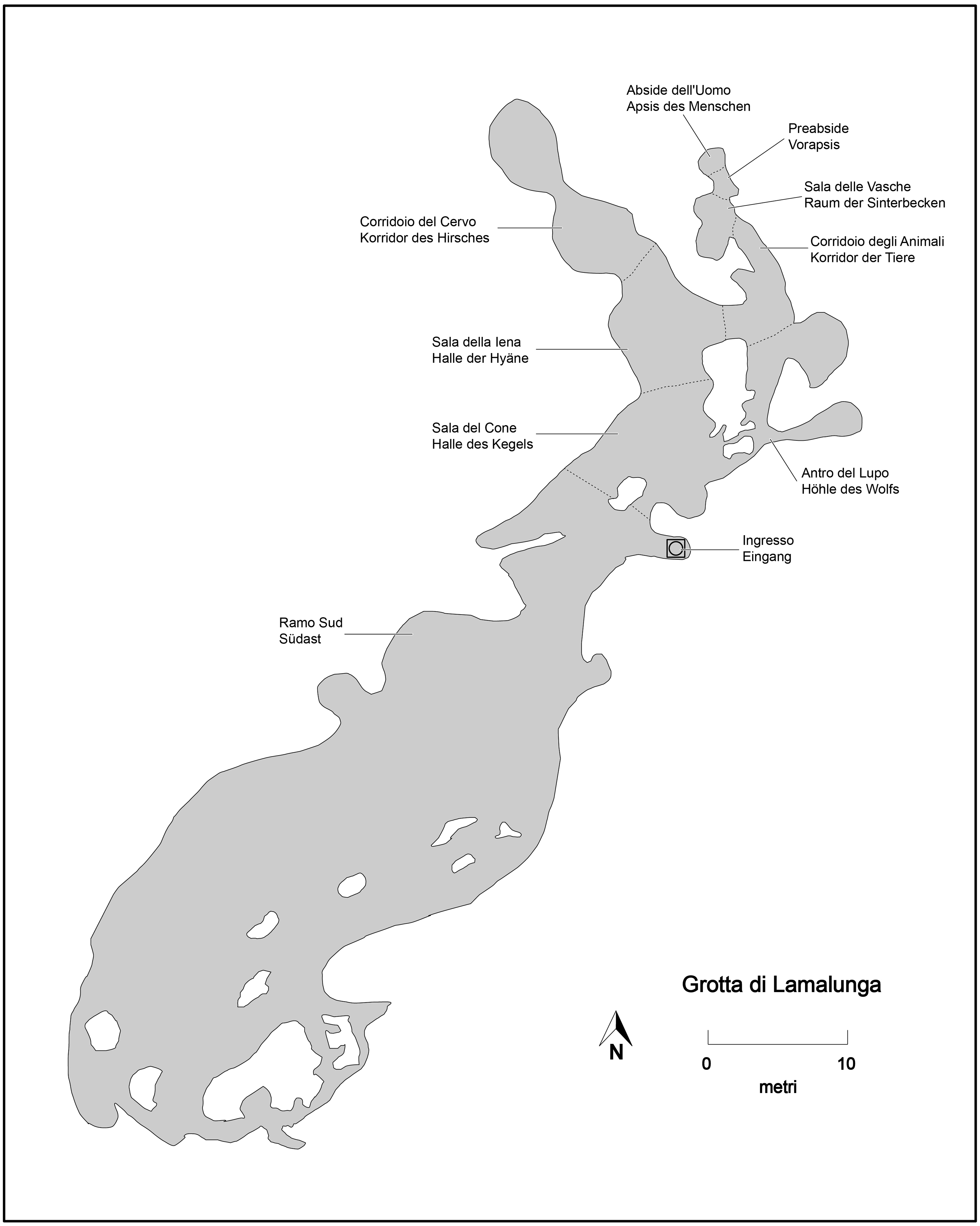
Vereinfachter Grundriss (Stand 2010)
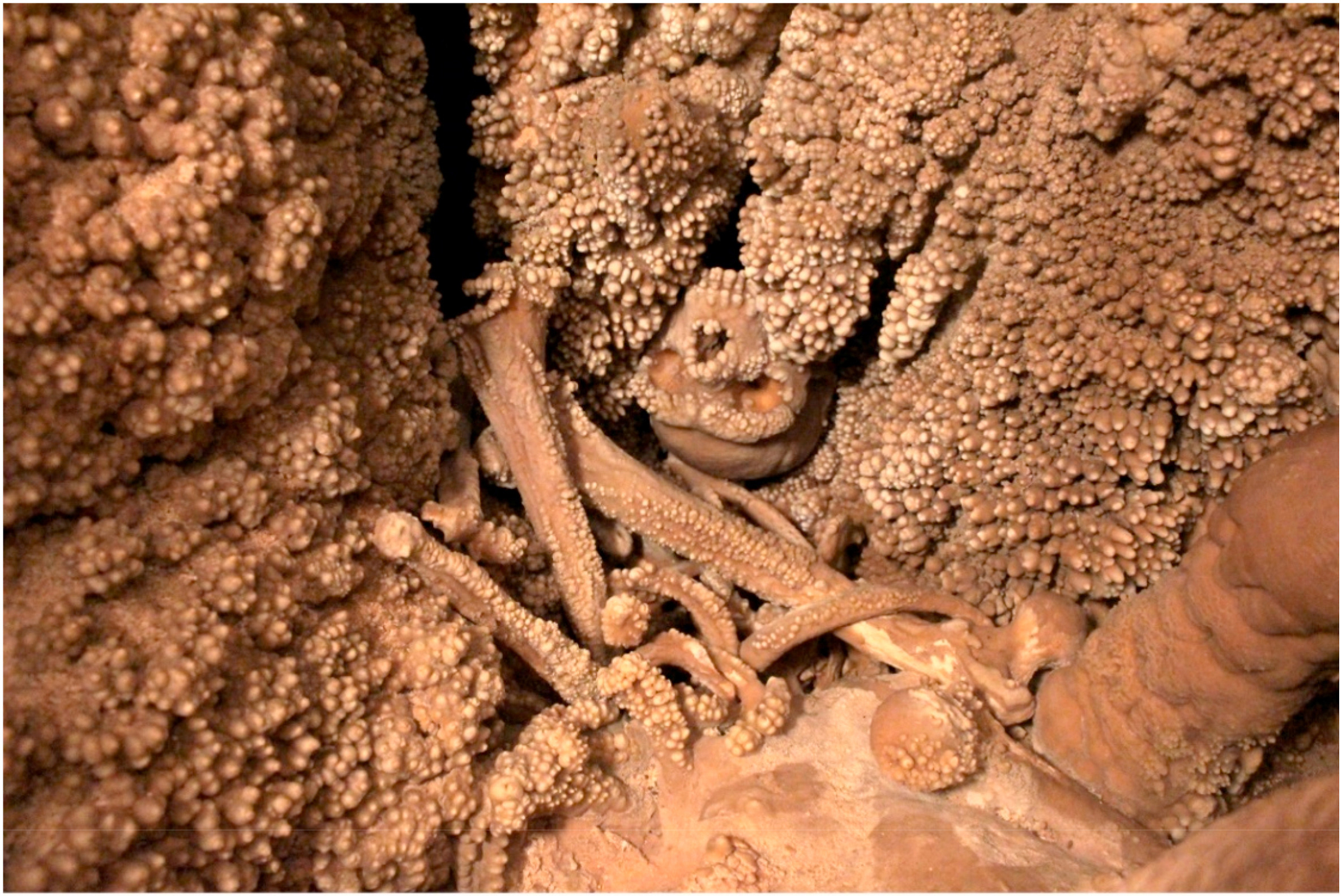
Der Altamura-Mann, das versinterte Neandertalerskelett